# Sonic Colors
Sonic Colors (яп. ソニック カラーズ Соникку Кара:дзу), в Европе и Австралии известная как Sonic Colours — видеоигра серии Sonic the Hedgehog в жанре платформер, разработанная студиями Sonic Team и Dimps для игровых платформ Wii и Nintendo DS. Обе версии были выпущены в ноябре 2010 года.
По сюжету действие игры происходит на орбите планеты главного героя серии, ежа Соника, где обитают виспы — инопланетные существа, обладающие бесконечной энергией. Эта раса находится под угрозой — доктор Эггман использует гигантский луч, чтобы объединить несколько планет в гигантский тематический парк развлечений. Соник и его друг Тейлз хотят сорвать план злодея и спешат на помощь виспам. Игровой процесс Sonic Colors включает смесь жанров разных поколений игр серии Sonic the Hedgehog: во время прохождения игры со сменой уровней идут плавные переходы от трёхмерного геймплея к двухмерному.
Работа над созданием Sonic Colors началась в 2008 году. Большинство разработчиков ранее работали над Sonic Unleashed и Sonic Rush. В процессе создания игры студия пересмотрела концепцию и приняла решение, что целевой аудиторией проекта будут люди всех возрастов. Во время разработки представители из Sega объяснили, что с целью увеличения популярности бренда издатель прекратил продажу других игр серии, низко оценённых журналистами. После выхода Sonic Colors получила в основном положительные отзывы. Критики в большинстве своих рецензий хвалили проект за графику и музыку, смену концепции игры в пользу геймплея и бонусы в локациях. В качестве недостатков сайты и журналы указывали на управление и сюжетную линию.

## Игровой процесс

Соник на уровне «Planet Wisp» (версия для DS). Игровой процесс игры практически не изменился с момента выхода Sonic Rush, за исключением добавления маленьких космических существ виспов, которые расширяют способности Соника

Sonic Colors следует основным принципам серии Sonic the Hedgehog: на уровнях нужно собирать кольца, которые защищают героя от гибели. Как и в Sonic Unleashed, в игре для Wii происходят плавные переходы от трёхмерного геймплея к двухмерному. С другой стороны, версия для Nintendo DS выполнена полностью в двухмерной графике и использует два экрана консоли, подобно Sonic Rush. Управление в версии для консоли Wii осуществляется либо с помощью контроллера Wii Remote и Nunchuk, или через Classic Controller и контроллер GameCube. В DS-версии используются кнопки, а также сенсорный экран для управления во время прохождения специальных этапов.
Действие игры происходит в парке развлечений. Он разделён на семь игровых зон («Tropical Resort», «Sweet Mountain», «Starlight Carnival», «Planet Wisp», «Aquarium Park», «Asteroid Coaster» и «Terminal Velocity», каждая из которых состоит из шести актов (на портативной консоли — по два) и одного босса, кроме финальной зоны, состоящей из двух актов в Wii-версии и одного акта в DS-версии. Как и в Sonic Unleashed и Sonic Rush, Соник может использовать приём sonic boost — во время ускорения ёж защищён энергетическим щитом, позволяющим уничтожать врагов, разбивать препятствия и притягивать кольца; в Wii-версии персонаж может выполнять speed drift — совершать крутые виражи, не теряя скорости, и quick step, позволяющий смещаться на полном ходу вправо или влево, продолжая двигаться вперед. На уровнях игроку нужно по пути собирать специальные кольца красного цвета (англ. Red Star Rings), спрятанные в секретных местах. Всего их в игре 180 штук, по пять в каждом акте (и ещё по два в каждой миссии в версии для Nintendo DS). В издании для портативной консоли сбор колец даёт Сонику новый приём Infinite Boost (бесконечное ускорение), даёт доступ к видео, музыкальным композициям и концепт-арту; в Wii-версии кольца необходимы для разблокирования уровней режима «Sonic Simulator».
Как и в прошлых играх, в конце каждого этапа происходит подсчёт результатов, на основе которого игроку выставляется ранг от «S» до «D». На оценку влияют очки и время. В Wii-версии быстрота прохождения улучшает результат, в противном случае игрок получит уведомление об истечении времени и гарантировано получит самую худшую оценку). Виспы дают довольно большое количество очков, поэтому игра мотивирует их использование. Так что в любом акте (кроме первого акта «Terminal Velocity») игрок не получит наивысшую оценку, если будет использовать супер-форму. Также очки даются за кольца, бонусные предметы, врагов и даже использование навыков. Все полученные значимые бонусные очки отображаются на экране в правом верхнем углу. Если игрок получил ранг «A», то выдается одна жизнь, а если «S» — три. Эти жизни игрок должен успеть схватить на экране результатов (на нем можно двигаться, как и в игре, в режиме 2D-перспективы) до завершающей анимации. В DS-версии игрок должен пройти уровни как можно быстрее. В этом также могут помочь виспы, только, в отличие от Wii-версии, акцент сделан на скорости. Очки начисляются за стандартные действия (как и в предыдущих DS-играх серии). В конце уровня автоматически выдаются жизни за высокие ранги.
В обеих версиях Sonic Colors есть режим «Sonic Simulator» (известный также как «Game Land»), который можно проходить как одному, так и нескольким игрокам. В версии для Wii игроки управляют роботами, похожими на Соника; также имеется возможность играть персонажем Mii. «Sonic Simulator» для портативной приставки делится на два режима: «Time Attack» (состязание на скорость) и «Versus» (состязание с соперником), причём для последнего имеется поддержка игры по сети (через Nintendo Wi-Fi Connection). Здесь игрок проходит уровни за обычного Соника. В первом режиме персонаж соревнуется на время, а главная цель во втором — дойти до конца уровня раньше соперника. Обе версии игры имеют онлайн-списки лидеров.
В DS-версии доступен особый этап — «Special Stage», в которые можно попасть, дойдя до конца акта как минимум с 50 кольцами. На специальных этапах игрок должен, управляя Соником с помощью стилуса, собирать сферы определённого цвета и получить Изумруды Хаоса. Всего существует семь Изумрудов, по одному на каждую зону, но на уровне «Terminal Velocity» попасть на специальный этап нельзя, поэтому последний камень можно собрать только в режиме «Versus». После сбора всех камней открывается дополнительная концовка, где по сюжету Супер Сонику нужно бороться против последнего босса. Портативная версия также имеет режимы миссий, где Соник выполняет задания персонажей серии: например, уничтожить определённое количество врагов или найти виспов за короткое время.
Версия Sonic Colors для Wii является первой трёхмерной игрой серии, в которой Соник может на обычных уровнях превращаться в свою супер-форму. Данная функция даёт ежу неуязвимость перед врагами. Для разблокирования этого элемента нужно собрать все специальные кольца и пройти третьи акты всех зон симулятора. После этого игрок в настройках может самостоятельно отключить или включить супер-форму. Превращение становится доступным после сбора 50 колец и нажатия клавиши на геймпаде. В симуляторе и в битвах с боссами использовать супер-форму нельзя.
Одним из важных нововведений в Sonic Colors стало появление маленьких инопланетных существ — виспов (англ. Wisps). Они делятся на десять видов, каждый из которых обладает уникальными силами, расширяющие способности Соника. Освобождая виспов из капсул, игрок может в течение короткого промежутка времени использовать их энергию, чтобы пройти некоторые части уровней или исследовать новые области. В супер-форме Соник не может воспользоваться силой виспов (кроме белых, для ускорения). В версии для Wii существует восемь видов виспов, а в версии для DS — шесть; при этом каждый из типов появляется в определённых зонах. Самый распространённый висп Белое Ускорение (англ. White Boost). Он не обладает цветовой силой и предназначен для заполнения полосы «Sonic Boost», дающей Сонику возможность ускоряться и притягивать кольца на небольшом расстоянии. Жёлтая Дрель (англ. Yellow Drill) способна рыть землю и позволяет ежу плыть в воде быстрее, чем обычно, а также умеет разрушать чёрные светящиеся ящики и двигаться по трубам; Оранжевая Ракета (англ. Orange Rocket) может разрушать жёлтые ящики, а Бирюзовый Лазер (англ. Cyan Laser) помогает Сонику двигаться с высокой скоростью. В каждой из версий игры также присутствуют эксклюзивные виспы. В Wii-издании это Розовые Шипы (англ. Pink Spikes), помогающий герою двигаться по стене или потолку уровня; Фиолетовое Безумие (англ. Purple Frenzy) и Синий Куб (англ. Blue Cube) годятся для атаки на врагов и разрушения чёрных светящихся ящиков, и Зелёное Зависание (англ. Green Hover), помогающий находить бонусы и перемещаться по цепочке колец. DS-версия Sonic Colors включает в себя таких виспов, как Лиловая Пустота (англ. Violet Void) и Красный Взрыв (англ. Red Burst). Первый висп похож на воронку, заглатывающую всё, что окажется поблизости, увеличиваясь при этом в размерах; второе инопланетное существо является огненным «шаром», который может высоко прыгать и совершать взрывы с целью уничтожения группы роботов Эггмана.

## Сюжет
Сюжет Sonic Colors похож в общих чертах в версиях для Wii и для Nintendo DS.
Антагонист игры доктор Эггман, якобы из чувства раскаяния за свои прошлые проступки, открывает в космосе межзвёздный парк развлечений. Ёж Соник и его друг, лисёнок Майлз «Тейлз» Прауэр, не верят в добрые помыслы своего давнего врага и решают посетить парк. По прибытии они становятся свидетелями того, как два робота Эггмана, Орбот и Кьюбот, пытаются поймать двух странных инопланетных существ — виспов. После спасения инопланетян Соник обнаруживает, что виспы могут взаимодействовать с его телом, в результате чего у него появляются различные способности. При помощи устройства-переводчика Тейлза друзья узнают от белого виспа по имени Якер, что его раса когда-то жила на далёкой планете, пока доктор Эггман не захватил её. Теперь учёный намерен использовать энергию порабощённых жителей для осуществления своих планов. Соник и Тейлз соглашаются помочь Якеру спасти его собратьев.
Соник путешествует по парку, попутно освобождая виспов и уничтожая роботов Эггмана. В версии для Nintendo DS он также время от времени сталкивается со своими друзьями, решившими посетить парк: ехидной Наклзом, ежом Шэдоу, летучей мышью Руж, ежихой Эми Роуз, ежом Сильвером, кошкой Блейз, крольчихой Крим, котом Бигом, роботом E-123 Омега, крокодилом Вектором, хамелеоном Эспио и пчелой Чарми. Спустя некоторое время герои встречают доктора Эггмана, который на Тейлзе демонстрирует ежу своё новое изобретение — пушку управления разумом, работающую на энергии виспов. Он раскрывает, что с помощью подобной пушки, но гораздо бо́льших размеров, собирается нанести удар по планете Соника и сделать её жителей своими рабами. Ёжик решает остановить Эггмана и для этого начинает уничтожать генераторы, связывающие парк. В конце концов Соник и Тейлз находят фабрику, где у виспов высасывают энергию, превращая их в нега-виспов. После разрушения фабрики Соник, Тейлз и освобождённые виспы радуются, что смогли победить Эггмана.
Однако, несмотря на их усилия, доктор Эггман всё же активирует пушку, но из-за неисправности луч не достигает намеченной цели. Разозлённый Эггман нападает на ежа с лисёнком на своём новом роботе под названием Нега-Висп Армор, который работает на энергии виспов. Не желая рисковать жизнью своего друга, Соник отправляет Тейлза на космическом лифте обратно на свою планету, а сам готовится сразиться с Эггманом. Найдя слабое место у робота, ёж освобождает несколько виспов, и, с помощью них, побеждает злодея. Парк развлечений рушится; спасённые виспы благополучно переносят Соника в его родной мир. Там Якер прощается с ежом и лисёнком и вместе со своими сородичами возвращается на свою планету. В конце титров версии для Wii показан Эггман, находящийся в самом отдалённом уголке космоса вместе с двумя своими роботами — Кьюботом и Орботом.
В версии игры для Nintendo DS после сбора семи Изумрудов Хаоса становится доступна дополнительная концовка. Оказывается, что доктор Эггман также поймал мать всех виспов и превратил её в нега-виспа. Когда она выходит из-под контроля, Якер просит Соника помочь остановить его мать. Соник, используя Изумруды Хаоса, превращается в Супер Соника, после чего вступает с ней в бой, в котором он выходит победителем. Мать виспов возвращается в свою обычную форму и благодарит ежа, а затем вместе с виспами отправляется домой.

## Разработка и выход игры

Концепт-арт зоны «Sweet Mountain». По словам продюсера игры Такаси Иидзуки, данный дизайн был создан для аудитории в возрасте от шести до двенадцати лет

Разработка Sonic Colors началась после выхода игры Sonic Unleashed. В разработке игры принимали участие дизайнеры из компании Dimps, ранее участвовавшие в создании трилогии Sonic Advance и дилогии Sonic Rush. Команда разделилась на две части: одна работала над версией для консоли Wii, другая — для Nintendo DS. В качестве продюсера выступил глава Sonic Team Такаси Иидзука; руководителями проекта стали Морио Кисимото и Такао Хирабаяси, до этого задействованные в проектах Sonic Storybook и Sonic Unleashed соответственно. Сценарий был создан Кеном Понтаком и Уорреном Граффом, которые работали над предыдущей игрой Sega MadWorld.
На ранних этапах разработки было принято решение о том, что новый проект вернёт серию эстетически к первым частям, выходившим на консоли Mega Drive/Genesis, объединив двухмерные и трёхмерные уровни; студия старалась сделать геймплей «мощным и управляемым» и не включать туда такие нововведения, как меч из Sonic and the Black Knight. С другой стороны, создатели старались удовлетворить все просьбы и пожелания поклонников серии в новой части приключений про ежа Соника. За основу геймплея Wii-версии был взят игровой процесс дневных уровней из Sonic Unleashed, положительно воспринятый критиками и игроками. По просьбам фанатов, желавших играть только Соником, разработчики решили не вводить других игровых персонажей, и вместо этого сконцентрироваться на скоростном геймплее. В то же время, создателям хотелось добавить в Sonic Colors какое-нибудь нововведение, которое бы разнообразило игровой процесс, но при этом не замедляло его. Чтобы расширить способности Соника, были придуманы инопланетные существа — виспы. Было принято решение, что действие игры будет проходить в парке аттракционов, но так как «любой земной парк развлечений был бы слишком мал, чтобы вместить приключения Соника», возникла идея межпланетного парка, который позволил бы разработчикам дать простор фантазии. При создании уровней и музыкального сопровождения дизайнеры вдохновлялись Диснейлендом.
Sonic Colors была впервые анонсирована 26 мая 2010 года. Демонстрационные версии игры были показаны на таких выставках, фестивалях и мероприятиях как Electronic Entertainment Expo 2010 (14—17 июня, Лос-Анджелес), Japan Expo (1—4 июля, Париж), Summer of Sonic (7 августа, Лондон), Gamescom (18—22 августа, Кёльн), Penny Arcade Expo (3—5 сентября, Сиэтл), Tokyo Game Show (16—19 сентября, Тиба), J-Pop Summit Festival (18 сентября, Сан-Франциско), New York Comic Con и Gamefest (8—10 октября, Нью-Йорк и Мадрид соответственно), Paris Games Week (27—31 октября, Париж) и Gamex (4—7 ноября, Стокгольм). 4 ноября в нью-йоркском Брайант-парке компанией Sega было проведено мероприятие, на котором можно было поиграть в демоверсию Sonic Colors.
После анонса многие фанаты и критики спорили относительно аудитории, для которой должна предназначаться игра. Глава студии Такаси Иидзука рассчитывал создать Sonic Colors для детей в возрасте от шести до двенадцати лет, добавляя, что одной частью серии нельзя угодить всем фанатам. Но это утверждение оспорили некоторые критики и игроки, которым продемонстрированная на выставках и мероприятиях демоверсия понравилась больше, чем Sonic the Hedgehog 4: Episode I. Сотрудники филиала Sega в Северной Америке рекламировали Sonic Colors как игру, доступную для молодых потребителей и основных фанатов. Создатели также рассчитывали привлечь дополнительную аудиторию за счёт поклонников серии игр Mario.
Sonic Colors была издана во всём мире в ноябре 2010 года. Кроме обычной версии, Sega выпустила ряд коллекционных изданий игры. Так, например, покупатели, сделавшие предварительный заказ японской версии игры, получали специальный картридж для аркадных автоматов Rekishi Taisen Gettenka, благодаря которому в игре можно будет проходить уровни с ежом Соником. Американская торговая сеть GameStop дарила игрокам, заранее купившим Sonic Colors, шапку Соника. На европейском рынке было доступно издание, в котором была игрушка в виде Соника и нескольких виспов. 5-дюймовый Соник с тремя Виспами был выпущен другой компанией под названием Jazwares. В Австралии продавалась Sonic Colors: Special Edition, где в комплект издания, кроме самой игры и фигурок Соника и виспов, был включён геймпад Classic Controller синего цвета.

## Музыка

Обложка музыкального альбома Vivid Sound x Hybrid Colors: Sonic Colors Original Soundtrack

Музыкальное сопровождение было написано композиторами из Wave Master: Кэнъити Токои, Томоей Отани, Фумиэ Куматани, Марико Намбой, Хидэаки Кобаяси и Тэрухико Накагавой. С аранжировкой композиций помогал Такахито Эгути. Музыка была в более быстром темпе, чем предыдущие мелодии в других играх серии. Кроме того, композиторы решили создать мелодии, для которых характерен электронный звук, напоминающий тот, что применялся в игровых приставках старых эпох, но при этом старались с помощью звуковых дорожек передать напряжённую атмосферу игры. Главной темой игры является вокальная композиция «Reach For The Stars». Она была исполнена Жаном Полем Маклуфом из группы Cash Cash. Песню, звучащую в конце игры, «Speak With Your Heart», исполнил Жан Поль Маклуф вместе с Алексом Люком Маклуфом. В игре также была использована музыкальная тема Эггмана из игры Sonic the Hedgehog 2006 года.
Музыкальный альбом Vivid Sound x Hybrid Colors: Sonic Colors Original Soundtrack (яп. ソニック カラーズ オリジナルサウンドトラック ヴィヴィッド・サウンド × ハイブリッド・カラーズ Соникку Кара:дзу Оридзинару Саундоторакку Вивиддо Саундо × Хаибуриддо Кара:дзу) был выпущен лейблом Wave Master 22 декабря 2010 года на трёх компакт-дисках, и 25 и 26 января в Японии и в Северной Америке на iTunes. Помимо основного саундтрека, музыка из Sonic Colors присутствовала в следующих альбомах: Sonic Generations: 20 Years of Sonic Music (2011), History of the 1ST Stage Original Soundtrack Blue Edition (2011), History of Sonic Music 20th Anniversary Edition (2011), Sega Sound Selection (2014) и Sonic the Hedgehog 25th Anniversary Selection (2016).
| №                   | Название                               | Текст песни                | Музыка                        | Исполнитель                  | Длительность |
| ------------------- | -------------------------------------- | -------------------------- | ----------------------------- | ---------------------------- | ------------ |
| 1.                  | «Reach For The Stars — Opening Theme»  | Алекс Маклуф, Самюэль Фрич | Томоя Отани                   | Жан Поль Маклуф из Cash Cash | 4:08         |
| 2.                  | «Theme of Sonic Colors — Title ver.»   |                            | Фумиэ Куматани, Кэнъити Токои |                              | 2:32         |
| 3.                  | «Tropical Resort — Act 1»              |                            | Томоя Отани                   |                              | 4:22         |
| 4.                  | «Area — Tropical Resort»               |                            | Наофуми Хатая                 |                              | 3:45         |
| 5.                  | «Cutscene — Robots & Wisps»            |                            | Фумиэ Куматани                |                              | 0:47         |
| 6.                  | «Tropical Resort — Act 2»              |                            | Томоя Отани                   |                              | 2:33         |
| 7.                  | «Color Power — Cyan Laser»             |                            | Томоя Отани                   |                              | 0:17         |
| 8.                  | «Tropical Resort — Act 3»              |                            | Томоя Отани                   |                              | 4:10         |
| 9.                  | «Stage Clear»                          |                            | Фумиэ Куматани, Кэнъити Токои |                              | 0:14         |
| 10.                 | «Cutscene — Dr.Eggman Appears»         |                            | Кэнъити Токои                 |                              | 1:29         |
| 11.                 | «Cutscene — Ferris Wheel Boss Appears» |                            | Хидэаки Кобаяси               |                              | 0:23         |
| 12.                 | «vs. Rotatatron & Refreshinator»       |                            | Томоя Отани                   |                              | 3:13         |
| 13.                 | «Cutscene — Yacker’s Plea»             |                            | Фумиэ Куматани                |                              | 1:44         |
| 14.                 | «Cutscene — Robot’s Lost & Found»      |                            | Фумиэ Куматани                |                              | 0:47         |
| 15.                 | «World Map»                            |                            | Фумиэ Куматани, Кэнъити Токои |                              | 1:49         |
| 16.                 | «Sweet Mountain — Act 1»               |                            | Кэнъити Токои                 |                              | 3:51         |
| 17.                 | «Area — Sweet Mountain»                |                            | Марико Намба                  |                              | 4:18         |
| 18.                 | «Sweet Mountain — Act 2»               |                            | Кэнъити Токои                 |                              | 3:50         |
| 19.                 | «Color Power — Yellow Drill»           |                            | Томоя Отани                   |                              | 0:12         |
| 20.                 | «Sweet Mountain — Act 3»               |                            | Кэнъити Токои                 |                              | 5:47         |
| 21.                 | «Cutscene — Sugar Armada Appears»      |                            | Хидэаки Кобаяси               |                              | 1:00         |
| 22.                 | «vs. Captain Jelly & Admiral Jelly»    |                            | Кэнъити Токои                 |                              | 4:37         |
| 23.                 | «Boss Stage Clear»                     |                            | Фумиэ Куматани, Кэнъити Токои |                              | 0:12         |
| 24.                 | «Result Screen»                        |                            | Фумиэ Куматани, Кэнъити Токои |                              | 1:48         |
| 25.                 | «Save Screen»                          |                            | Фумиэ Куматани, Кэнъити Токои |                              | 1:51         |
| Общая длительность: | Общая длительность:                    | Общая длительность:        | Общая длительность:           | Общая длительность:          | 59:39        |

| №                   | Название                         | Музыка                        | Длительность |
| ------------------- | -------------------------------- | ----------------------------- | ------------ |
| 1.                  | «Sonic Colors — Jingle»          | Фумиэ Куматани, Кэнъити Токои | 0:12         |
| 2.                  | «Theme of Sonic Colors»          | Фумиэ Куматани, Кэнъити Токои | 4:44         |
| 3.                  | «Starlight Carnival — Act 1»     | Томоя Отани                   | 3:52         |
| 4.                  | «Area — Starlight Carnival»      | Марико Намба                  | 5:06         |
| 5.                  | «Color Power — Green Hover»      | Томоя Отани                   | 0:33         |
| 6.                  | «Starlight Carnival — Act 2»     | Томоя Отани                   | 3:00         |
| 7.                  | «Color Power — Blue Cube»        | Томоя Отани                   | 0:31         |
| 8.                  | «Starlight Carnival — Act 3»     | Томоя Отани                   | 3:31         |
| 9.                  | «Cutscene — S01 Frigate Appears» | Хидэаки Кобаяси               | 0:30         |
| 10.                 | «vs. Orcan & Skullian»           | Томоя Отани                   | 3:12         |
| 11.                 | «Area — Planet Wisp»             | Марико Намба                  | 4:56         |
| 12.                 | «Planet Wisp — Act 1»            | Кэнъити Токои                 | 5:07         |
| 13.                 | «Cutscene — Wisp’s Homeworld»    | Фумиэ Куматани, Кэнъити Токои | 1:41         |
| 14.                 | «Color Power — Orange Rocket»    | Томоя Отани                   | 0:08         |
| 15.                 | «Planet Wisp — Act 2»            | Кэнъити Токои                 | 4:26         |
| 16.                 | «Color Power — Pink Spikes»      | Томоя Отани                   | 0:27         |
| 17.                 | «Planet Wisp — Act 3»            | Кэнъити Токои                 | 3:55         |
| 18.                 | «Game Land — Title Screen»       | Хидэаки Кобаяси               | 0:52         |
| 19.                 | «Game Land 1»                    | Томоя Отани                   | 2:06         |
| 20.                 | «Game Land 2»                    | Кэнъити Токои                 | 2:01         |
| 21.                 | «Game Land 3»                    | Томоя Отани                   | 2:12         |
| 22.                 | «Game Land — Color Power»        | Томоя Отани                   | 0:47         |
| 23.                 | «Game Land 4»                    | Кэнъити Токои                 | 2:40         |
| 24.                 | «Game Land 5»                    | Томоя Отани                   | 2:46         |
| 25.                 | «Game Land 6»                    | Кэнъити Токои                 | 2:15         |
| 26.                 | «Game Land 7»                    | Кэнъити Токои                 | 2:24         |
| 27.                 | «Game Land — Stage Clear»        | Хидэаки Кобаяси               | 0:14         |
| 28.                 | «Game Land — Result Screen»      | Хидэаки Кобаяси               | 0:52         |
| 29.                 | «Game Over»                      | Фумиэ Куматани, Кэнъити Токои | 0:50         |
| Общая длительность: | Общая длительность:              | Общая длительность:           | 65:50        |

| №                   | Название                                     | Текст песни         | Музыка                        | Исполнитель                                     | Длительность |
| ------------------- | -------------------------------------------- | ------------------- | ----------------------------- | ----------------------------------------------- | ------------ |
| 1.                  | «Reach For The Stars — Short ver.»           |                     | Томоя Отани                   |                                                 | 1:35         |
| 2.                  | «Option Screen»                              |                     | Фумиэ Куматани, Кэнъити Токои |                                                 | 4:06         |
| 3.                  | «Aquarium Park — Act 1»                      |                     | Томоя Отани                   |                                                 | 4:26         |
| 4.                  | «Area — Aquarium Park»                       |                     | Марико Намба                  |                                                 | 4:25         |
| 5.                  | «Aquarium Park — Act 2»                      |                     | Томоя Отани                   |                                                 | 3:28         |
| 6.                  | «Color Power — Yellow Drill Underwater ver.» |                     | Томоя Отани                   |                                                 | 0:28         |
| 7.                  | «Aquarium Park — Act 3»                      |                     | Томоя Отани                   |                                                 | 3:47         |
| 8.                  | «Out of Breath»                              |                     | Юкифуми Макино                |                                                 | 0:19         |
| 9.                  | «Area — Asteroid Coaster»                    |                     | Марико Намба                  |                                                 | 4:11         |
| 10.                 | «Asteroid Coaster — Act 1»                   |                     | Кэнъити Токои                 |                                                 | 3:59         |
| 11.                 | «Asteroid Coaster — Act 2»                   |                     | Кэнъити Токои                 |                                                 | 4:06         |
| 12.                 | «Color Power — Purple Frenzy»                |                     | Томоя Отани                   |                                                 | 0:23         |
| 13.                 | «Cutscene — Nega-Wisp Factory»               |                     | Кэнъити Токои                 |                                                 | 0:58         |
| 14.                 | «Asteroid Coaster — Act 3»                   |                     | Кэнъити Токои                 |                                                 | 4:44         |
| 15.                 | «Cutscene — Free from Nega-Wisp Factory»     |                     | Фумиэ Куматани, Кэнъити Токои |                                                 | 0:53         |
| 16.                 | «Cutscene — Broken Chains»                   |                     | Фумиэ Куматани, Кэнъити Токои |                                                 | 0:36         |
| 17.                 | «Cutscene - Finally go home?»                |                     | Фумиэ Куматани, Кэнъити Токои |                                                 | 1:01         |
| 18.                 | «Area — Terminal Velocity»                   |                     | Наофуми Хатая                 |                                                 | 2:34         |
| 19.                 | «Cutscene — Hyper-go-on Surge»               |                     | Фумиэ Куматани                |                                                 | 1:12         |
| 20.                 | «Cutscene — The failed plan»                 |                     | Кэнъити Токои                 |                                                 | 1:03         |
| 21.                 | «Terminal Velocity — Act 1»                  |                     | Кэнъити Токои                 |                                                 | 4:27         |
| 22.                 | «Cutscene — The Nega-Wisp Armor»             |                     | Хидэаки Кобаяси               |                                                 | 1:29         |
| 23.                 | «vs. Nega-Wisp Armor — Phase 1»              |                     | Хидэаки Кобаяси               |                                                 | 4:19         |
| 24.                 | «vs. Nega-Wisp Armor — Phase 2»              |                     | Томоя Отани                   |                                                 | 3:40         |
| 25.                 | «Cutscene — The Core»                        |                     | Фумиэ Куматани                |                                                 | 0:40         |
| 26.                 | «Terminal Velocity — Act 2»                  |                     | Кэнъити Токои                 |                                                 | 0:37         |
| 27.                 | «Cutscene — Yacker’s Goodbye»                |                     | Фумиэ Куматани, Кэнъити Токои |                                                 | 2:40         |
| 28.                 | «Speak With Your Heart — Ending Theme»       | Жан Поль Маклуф     | Марико Намба, Томоя Отани     | Жан Поль Маклуф и Алекс Люк Маклуф из Cash Cash | 4:58         |
| Общая длительность: | Общая длительность:                          | Общая длительность: | Общая длительность:           | Общая длительность:                             | 71:04        |

## Озвучивание
Sonic Colors — вторая игра серии (после Sonic Free Riders), где все актёры дубляжа 4Kids были заменены на актёров дубляжа Studiopolis (кроме Майка Поллока, озвучивающего Эггмана). Персонажи на японском языке были озвучены теми же сэйю, что и в предыдущих играх серии, начиная с Sonic Adventure.
В версии игры для Wii можно менять озвучивание и субтитры. Эта опция становится доступной после прохождения первых двух актов зоны «Tropical Resort». DS-версия игры имеет озвучивание только на одном языке в соответствии с регионом консоли, однако в настройках можно сменить язык субтитров.
| Персонаж                       | Японский актёр озвучивания | Английский актёр озвучивания |
| ------------------------------ | -------------------------- | ---------------------------- |
| Ёж Соник                       | Дзюнъити Канэмару          | Роджер Крейг Смит            |
| Майлз «Тейлз» Прауэр           | Рё Хирохаси                | Кейт Хиггинс                 |
| Доктор Эггман                  | Тикао Оцука                | Майк Поллок                  |
| Орбот                          | Мицуо Ивата                | Кирк Торнтон                 |
| Кьюбот                         | Ватару Такаги              | Валли Вингерт                |
| Объявляющий способности виспов | Фумихико Татики            | Роджер Крейг Смит            |
| Эксклюзивно для Nintendo DS    |                            |                              |
| Ехидна Наклз                   | Нобутоси Канна             | Трэвис Виллингем             |
| Кошка Блейз                    | Нао Такамори               | Лора Бэйли                   |
| Эми Роуз                       | Таэко Кавата               | Синди Робинсон               |
| Ёж Сильвер                     | Дайсукэ Оно                | Квинтон Флинн                |
| Крольчиха Крим                 | Саяка Аоки                 | Мишель Рафф                  |
| Кот Биг                        | Такаси Нагасако            | Кайл Хеберт                  |
| Крокодил Вектор                | Кэнта Миякэ                | Кит Сильверстейн             |
| Хамелеон Эспио                 | Юки Масуда                 | Трой Бейкер                  |
| Пчела Чарми                    | Ёко Тэпподзука             | Коллин О’Шонесси             |
| Ёж Шэдоу                       | Кодзи Юса                  | Кирк Торнтон                 |
| Летучая мышь Руж               | Руми Отиай                 | Карен Страссмен              |
| E-123 Омега                    | Тайтэн Кусуноки            | Вик Мигногна                 |

## Оценки и мнения
| Сводный рейтинг       | Сводный рейтинг | Сводный рейтинг |
| Издание               | Оценка          | Оценка          |
| Издание               | DS              | Wii             |
| --------------------- | --------------- | --------------- |
| GameRankings          | 77,75 %         | 78,02 %         |
| Game Ratio            | 78 %            | 77 %            |
| Metacritic            | 79/100          | 78/100          |
| MobyRank              | 81/100          | 79/100          |
| Иноязычные издания    |                 |                 |
| Издание               | Оценка          | Оценка          |
| Издание               | DS              | Wii             |
| 1UP.com               | N/A             | B+              |
| AllGame               | [ 14 ]          | [ 12 ]          |
| Destructoid           | 8,5/10          | 4,5/10          |
| Edge                  | N/A             | 6/10            |
| Eurogamer             | N/A             | 8/10            |
| Famitsu               | 32/40           | 34/40           |
| G4                    | N/A             | 3/5             |
| Game Informer         | 8,5/10          | 7/10            |
| GamePro               | N/A             | [ 97 ]          |
| GameSpot              | 8/10            | 8/10            |
| GamesRadar+           | N/A             | 7/10            |
| GameTrailers          | 7,9/10          | 6,4/10          |
| GameZone              | 8/10            | 8/10            |
| IGN                   | 8,5/10          | 8,5/10          |
| Nintendo Power        | 7,5/10          | 9/10            |
| Nintendo World Report | 6/10            | 8/10            |
| ONM                   | 85 %            | 86 %            |
| VideoGamer            | 8/10            | 8/10            |
| Русскоязычные издания |                 |                 |
| Издание               | Оценка          | Оценка          |
| Издание               | DS              | Wii             |
| «Страна игр»          | 8/10            | 6/10            |

Sonic Colors получила, по большей части, положительные отзывы от критиков. По данным сайта-агрегатора Metacritic, средняя оценка игры составляет 79 баллов для Nintendo DS и 78 баллов для Wii. Схожая статистика была опубликована на GameRankings — 77,75 % для Nintendo DS и 78,02 % для Wii. Некоторые рецензенты в своих обзорах назвали платформер одним из лучших в серии. По мнению Рэнди Нельсона, представителя сайта Joystiq, успех Sonic Colors был связан с тем, что предыдущие игры про Соника не увенчались успехом и были низко оценены прессой, в частности это касается Sonic Unleashed и Sonic and the Black Knight. «Чувствуется, кто-то сел и подумал: „Хорошо, что мы должны сделать для того, чтобы игра про Соника стала качественной?“», — отметил он.
Восторженные отзывы получил игровой процесс. В рецензиях некоторые обозреватели отмечали сходство геймплея Sonic Colors с Super Mario Galaxy, и в рецензиях особое внимание уделяли появлению новых персонажей — виспов. Представитель сайта GameSpot Джейн Дуглас назвала способности инопланетных существ «забавными», и в то же время отметила, что навыки самого Соника (например, ускорение или двойной прыжок) смотрятся в игре куда интереснее. По словам критика из журнала «Страна игр» Сергея Цилюрика, нововведения в игровом процессе помогают синему ежу и всей серии идти на поправку. В качестве нововведений, которые помогают вернуть серии былую славу, журналист привёл виспов. Помимо новых героев, критики положительно оценили плавные переходы от трёхмерного геймплея к двухмерному и ощущения скорости во время прохождения зон. Несмотря на похвалу игрового процесса, часть обозревателей, наоборот, раскритиковали его, наряду с плохим управлением, который, по их мнению, приводит к незначительным трудностям во время прохождения, в том числе к «ужасным смертям».
Графика и дизайн уровней были положительно оценены критиками. Артур Гиес (IGN) похвалил дизайнеров за «фантастические» локации и создание «хорошо продуманного платформера». Нечто похожее писал рецензент сайта Nintendo World Report Педро Эрнандес: «Разнообразие [зон] просто поражает, здесь [в игре] есть всё — от американских горок в космосе и до густых лесов, слившись с разрастающиеся империей Эггмана. Даже когда вам [игрокам] некоторые этапы покажутся сложными, вы [игроки] увидитесь, насколько некоторые уровни могут быть гениальными». Дуглас отметила хорошую анимацию Соника, которую пользователь консоли сможет увидеть в видеороликах или в самом начале прохождения локации. Сергей Цилюрик, обозревая портативную версию игры, обратил внимание на визуальное сходство проекта с дилогией Sonic Rush. «И графика, и управление, и геймплей в целом очень напоминают предыдущие работы Dimps для DS. Тем не менее адвенчурной составляющей тут нет, а дизайн уровней, хромавший в первой Rush, заметно изменился в лучшую сторону», — заявил обозреватель.
Музыкальное сопровождение, как и в случае с дизайном уровней, также было в основном положительно оценено во многих сайтах и журналах. Артур Гиес назвал музыку «величественной». С этим мнением согласился Дэвид Санчес, но заметил, что предыдущие игры про Соника «страдали от саундтрека, полного неловких слов и неподходящей рок-музыки»; в случае с Sonic Colors этот недостаток был исправлен. Педро Эрнандес похвалил главную песню игры «Reach For The Stars» и сделал вывод, что именно она сможет привлечь новичков и заинтересовать послушать другие музыкальные композиции из предыдущих частей серии. Однако совершенно противоположное мнение насчёт работы группы Cash Cash выразил обозреватель портала Game-OST. Весь альбом, как заявил Рафаэль Орантес, стал для него любимым; рецензент поблагодарил звукорежиссёра Томоя Отани за его работу, а лейбл Wave Master — за выпуск альбома на iTunes. Негативный отзыв о песнях оставил Сергей Цилюрик. По его словам, «музыка поначалу кажется бодрой и приятной, но вскоре начинает надоедать однообразием».
Неоднозначно пресса оценила сюжет платформера и озвучивание героев. Как подметил Педро Эрнандес, «истории в играх про Соника никогда не были серьёзными, и Sonic Colors не исключение». Несмотря на это, критик похвалил актёров, которые озвучивают Соника и Тейлза, за их «хороший» голос. Представитель сайта Eurogamer Ал Бикхам и журналист издания «Страна игр» Сергей Цилюрик в своих обзорах отметили о репликах и диалогах, которые звучат из уст главных героев. Первый рецензент отметил, что шутки понравятся только детям дошкольного возраста, а второй отмечал следующее: «Сценарий, включающий в себя минимум героев и нарочито не принимающий себя всерьез, оказывается переполнен шутками детсадовского уровня». Артур Гиес в обзоре заявил, что озвучивание милое, даже иногда умное и не бьёт по ушам. Рэнди Нельсон отрицательно отозвался об идее дать Сонику (как и другим персонажам) возможность разговаривать. Однако позже отметил, что в некоторых видеороликах есть достойные моменты и прекрасные диалоги между героями.

### Награды, номинации и продажи
Игра была коммерчески успешной. За два месяца после релиза было продано более 1,85 миллиона экземпляров. К марту 2011 года Sonic Colors разошлась тиражом 2,18 миллиона экземпляров. Ещё до выхода игра номинировалась на премию «Лучшее на E3 2010» по версии ресурса GameTrailers в категории «Лучший платформер», с комментарием «ещё лучше, чем ретро-стиль Sonic the Hedgehog 4». В аналогичном рейтинге от веб-сайта IGN проект боролся за победу в номинациях «Лучшая игра для Wii», «Лучшая игра для DS» и «Лучший платформер», но проиграл, уступив играм Epic Mickey и Super Scribblenauts. Однако Артур Гиес из IGN заявил, что «после игры в Sonic the Hedgehog 4 и Sonic Colors, я был удивлён, какую из них выбрать. Я заинтересован больше в последней».
На премии «Лучшие игры 2010 года» от портала IGN Sonic Colors была выдвинута в категориях «Крутейшая атмосфера в игре для Wii», «Самая увлекательная игра для Wii», «Лучшая графика в игре для Wii», «Лучшая графика в игре для Nintendo DS», «Лучший саундтрек в игре для Wii» и «Best Quick Fix — Wii», победив в последней номинации. Сайт GameZone в июле 2011 года поместил DS-версию Sonic Colors на четвёртое место среди лучших игр серии Sonic the Hedgehog, а Wii-версию — на третье. В том же году проект занял 16 место в списке «20 лучших игр для Wii» по версии сайта IGN. Оба издания Sonic Colors выиграли в номинации «За лучшую графику» в журнале Nintendo Power.

### Влияние
После выхода Sonic Colors продюсер Такаси Иидзука решил в дальнейшем использовать виспов в последующих проектах франшизы, и, как заявил на выставке Summer of Sonic в 2013 году, они будут скоро «стандартом в будущих играх про Соника». После успешного старта Sonic Colors, среди фанатов появились слухи о портировании игры на консоли PlayStation 3 и Xbox 360. Однако данная информация позднее была опровергнута сотрудником Sega Келли Паркер, но в 2011 году, в честь 20-летия персонажа ежа Соника, издательство выпустило проект Sonic Generations. В данной игре появились новые версии уровней «Planet Wisp» и «Tropical Resort», а игровой процесс за Современного Соника был разработчиками заимствован из Sonic Colors. Также в Sonic & All-Stars Racing Transformed локация «Starlight Carnival» присутствует в качестве трассы для проведения гонок, где участвуют персонажи из различных серий игр от компании Sega, а «Sweet Mountain» — в Mario & Sonic at the Sochi 2014 Olympic Winter Games. Кроме того, виспы появляются в Sonic Lost World, благодаря которым Соник может использовать различные цветовые силы (англ. Color Powers), для быстрого прохождения уровней или поиска различных бонусов.
Сюжетная линия Sonic Colors была адаптирована в одноимённой манге от Dengeki Nintendo DS и в № 219 комиксов Sonic the Hedgehog от компании Archie Comics. C 2010 года издательством Brady Games выпускались книги, где содержалось руководство и дополнительная информация по игре.

## Переиздание

Обложка Sonic Colors: Ultimate

Sonic Colors: Ultimate (Sonic Colours: Ultimate в европейских странах) — переиздание игры, разработанное студией Blind Squirrel Games и выпущенное компанией Sega к 30-летию франшизы.
Переиздание основано на версии для Nintendo Wii и включает в себя следующие улучшения:
- повышенное до 4К разрешение и частоту кадров до 60 FPS (за исключением версии для Nintendo Switch);
- реаранжировка и ремиксы музыки из игры[142];
- режим «Rival Rush», где игрок соревнуется с Метал Соником на уровнях из игры;
- новый нефритовый висп из игры Team Sonic Racing;
- система кастомизации персонажа;
- локализации на новые языки.

### Разработка и выпуск
О переиздании впервые стало известно после утечки информации на сайте немецкой звукозаписывающей студии iksample; после этого, французский магазин Sogamely случайно открыл предварительный заказ на игру для игровых систем PlayStation 4, Xbox One и Nintendo Switch, благодаря чему стало известно название игры. 27 мая 2021 года, на презентации Sonic Central, Sonic Colors: Ultimate была официально анонсирована вместе с Sonic Origins и новой неназванной игрой в серии. Переиздание было выпущено на Microsoft Windows экслюзивно в магазине Epic Games Store, PlayStation 4, Xbox One, Xbox Series X/S и Nintendo Switch 7 сентября 2021 года. В Европе, Африке, Среднем Востоке, Австралии и Новой Зеландии выпуск физических копий был отложен на несколько дней. 6 февраля 2023 года игра была выпущена в сервисе Steam.

### Оценки и мнения
| Сводный рейтинг       | Сводный рейтинг                     |
| Агрегатор             | Оценка                              |
| --------------------- | ----------------------------------- |
| Metacritic            | PS4: 74/100 NS: 68/100 XONE: 74/100 |
| Иноязычные издания    |                                     |
| Издание               | Оценка                              |
| Destructoid           | 8,5/10                              |
| Hardcore Gamer        | 3,5/5                               |
| IGN                   | 8/10                                |
| Nintendo Life         | 8/10                                |
| Nintendo World Report | 5/10                                |
| Push Square           | 6/10                                |
| Shacknews             | 8/10                                |
| Русскоязычные издания |                                     |
| Издание               | Оценка                              |
| «Игромания»           | 4/10                                |

Переиздание получило смешанные отзывы как от критиков, так и от игроков. Многие жаловались на ухудшенное освещение и баги, большинство из которых в оригинале не было. Версия для Nintendo Switch получила крайне негативные отзывы за её более худшее состояние в сравнении с остальными версиями. В частности, данная версия имела нестабильную частоту кадров, более длительную загрузку уровней, а также в ней присутствовал баг, который мог вызвать приступы у людей, страдающие эпилепсией. Данный баг был исправлен разработчиками лишь 14 сентября 2021 года. У игры также критиковали её звуковые эффекты, которые часто играли только в одном наушнике, а также внутриигровые видео, разрешение которых было увеличено с 480p до 4K (разница в 4.5 раза) с помощью искусственного интеллекта, что отразилось на качестве видео. Реакция на ремиксы оригинальных треков также была смешанной.
Издание «Игромания» раскритиковало ремастер за многочисленные проблемы. Редакция сайта DTF была более снисходительна; она также указывала на проблемы переиздания, но в итоге отметила, что под всеми этими проблемами всё ещё скрывается хорошая игра по Сонику. Похвалы удостоилась и русская локализация переиздания.